# Molly's Game
Molly's Game (bra: A Grande Jogada; prt: Jogo da Alta-Roda) é um filme estadunidense de 2017, do gênero drama biográfico, dirigido e escrito por Aaron Sorkin, baseado nas memórias de 2014 de mesmo nome, de Molly Bloom. É estrelado por Jessica Chastain, Idris Elba, Kevin Costner, Michael Cera, Jeremy Strong, Chris O'Dowd, Joe Keery, Brian d'Arcy James e Bill Camp. O filme segue Bloom (Chastain), que se torna alvo de uma investigação do FBI depois que o império underground do pôquer que ela dirige para celebridades de Hollywood, atletas, magnatas dos negócios e a máfia russa é exposto. 
A filmagem começou em novembro de 2016 em Toronto, Ontário, Canadá. O filme estreou em 8 de setembro de 2017, no Festival Internacional de Cinema de Toronto. e teve um lançamento limitado nos cinemas nos Estados Unidos em 25 de dezembro de 2017, pela STXfilms, antes de se expandir amplamente em 5 de janeiro de 2018, e arrecadou US$ 59 milhões em todo o mundo. Molly's Game recebeu críticas positivas, com destaque para o roteiro de Sorkin, bem como as atuações de Chastain e Elba, sendo a primeira considerada uma das melhores de sua carreira por alguns críticos. O filme rendeu a Chastain uma indicação ao Globo de Ouro de Melhor Atriz - Drama, enquanto Sorkin recebeu indicações por seu roteiro no Oscar, Globo de Ouro, Writers Guild of America Awards e BAFTA Awards. 

## Enredo
Molly Bloom é uma esquiadora magnata de classe mundial com aspirações olímpicas, resultado de anos de treinamento forçado de seu pai autoritário. Em um evento de qualificação para os Jogos Olímpicos de Inverno de 2002, ela ficou gravemente ferida, encerrando sua carreira.
Em vez de seguir seu plano original de frequentar a faculdade de direito, Molly decide tirar um ano de folga e se mudar para Los Angeles. Quando ela chega, ela se torna uma garçonete de serviço de garrafa em um clube, onde ela conhece Dean, um empreendedor imobiliário ostentoso, mas sem sucesso. Ela se torna sua gerente de escritório, e ele logo a envolve na gestão de seus jogos de pôquer underground. Muitos indivíduos famosos e ricos, como estrelas de cinema, banqueiros de investimento e jogadores de esportes, estão envolvidos no jogo de Dean. Molly ganha grandes somas de dinheiro apenas com gorjetas.
Molly é inicialmente desinformada sobre tópicos de pôquer, mas rapidamente aprende como apelar aos jogadores para obter dicas. Em particular, ela espera agradar ao jogador de maior sucesso, o Jogador X, atraindo novos jogadores para o jogo. Dean, ao ver que Molly está se tornando cada vez mais independente na condução dos jogos, tenta controlá-la e então a despede. Molly, tendo adquirido contatos ao longo de anos administrando o jogo, decide criar seus próprios jogos de pôquer. Ela aluga uma cobertura em um hotel e contrata uma equipe para ajudá-la a administrar os jogos. Além disso, ela contata funcionários em clubes e cassinos para tentar divulgar seus jogos de pôquer. O jogador X, junto com muitos outros jogadores, decide deixar os jogos de Dean para jogar o jogo de Molly. Molly se torna cada vez mais bem-sucedida, ganhando mais dinheiro enquanto é pressionado pelo Jogador X para aumentar as apostas de seus jogos. Harlan Eustice, um jogador habilidoso, conservador e bem-sucedido, entra no jogo de Molly. Uma noite, depois de perder acidentalmente uma mão para o pior jogador notório no círculo de Molly, Harlan se torna cada vez mais compulsivo, sofrendo pesadas perdas (mais tarde, Molly descobre que o Jogador X, que gosta de arruinar a vida das pessoas mais do que o próprio jogo, está financiando Harlan para mantê-lo no jogo). Depois que Molly o repreende por suas ações antiéticas, o Jogador X decide mudar o local de seus jogos, e os outros jogadores se juntam a ele, deixando Molly. Harlan se torna cada vez mais compulsivo, sofrendo pesadas perdas (mais tarde, Molly descobre que o Jogador X, que gosta de arruinar a vida das pessoas mais do que o próprio jogo, tem financiado Harlan para mantê-lo no jogo). Depois que Molly o repreende por suas ações antiéticas, o Jogador X decide mudar o local de seus jogos, e os outros jogadores se juntam a ele, deixando Molly. Harlan se torna cada vez mais compulsivo, sofrendo pesadas perdas (mais tarde, Molly descobre que o Jogador X, que gosta de arruinar a vida das pessoas mais do que o próprio jogo, tem financiado Harlan para mantê-lo no jogo). Depois que Molly o repreende por suas ações antiéticas, o Jogador X decide mudar o local de seus jogos, e os outros jogadores se juntam a ele, deixando Molly.
Molly se muda para Nova York, com a esperança de começar um novo jogo de pôquer underground. Depois de entrar em contato com muitos nova-iorquinos ricos, Molly encontra jogadores suficientes para vários jogos semanais. Apesar do sucesso contínuo, ela teme ser incapaz de cobrir suas perdas quando os jogadores não podem pagar. Seu dealer a convence a começar a pegar uma porcentagem de potes grandes, permitindo que ela recupere suas perdas potenciais, mas tornando seu jogo uma operação de jogo ilegal. Um de seus jogadores de Los Angeles é indiciado por comandar um esquema de Ponzi; Molly é investigada e questionada sobre quem participou de seus jogos. Nesse momento, Molly se torna cada vez mais viciada em drogas, já que os jogos estão cada vez mais cobrando seu preço. Seus jogadores também começam a incluir indivíduos ricos da Máfia russa, entre outros. Ela é abordada por vários membros da máfia italiana que oferecem seus serviços para extorquir dinheiro de jogadores inadimplentes. Depois de recusar, ela é atacada em sua casa, onde é mantida sob a mira de uma arma e a vida de sua mãe é ameaçada. Quando ela está prestes a retornar aos seus jogos de pôquer, o FBI conduz uma incursão, resultado da atuação de Douglas Downey, um de seus jogadores, como informante. Os bens de Molly são apreendidos e ela volta para casa para morar com sua mãe.
Dois anos depois, Molly se mudou e publicou um livro no qual cita alguns indivíduos que jogaram em seus jogos. Ela é presa pelo FBI e indiciada por envolvimento em jogos ilegais com a máfia. Ela pede a ajuda de Charlie Jaffey, um advogado caro e famoso em Nova York, que concorda em ajudar depois que ele descobre que ela está protegendo pessoas inocentes que foram afetadas por seus jogos de pôquer. Enquanto ela está em Nova York aguardando julgamento, seu pai, Larry, a procura e tenta se reconciliar com ela. Ele admite que foi autoritário e que tratou Molly de maneira diferente dos irmãos, porque ela sabia sobre seus casos. Charlie lê o livro de Molly e se interessa em ajudá-la no caso, pois sente que ela não cometeu delitos graves o suficiente para merecer uma pena de prisão. Charlie negocia um acordo para que Molly não receba nenhuma sentença e seu dinheiro seja devolvido em troca de seus discos rígidos e registros digitais de jogos de azar. Molly recusa o acordo, temendo que as informações sobre seus jogadores sejam divulgadas, e ela se declara culpada. O juiz, decidindo que ela não cometeu nenhum crime grave, a condena a 200 horas de serviço comunitário, um ano de liberdade condicional e multa de $ 200.000.

## Elenco
- Jessica Chastain como Molly Bloom
- Samantha Isler como Molly Bloom (adolescente)
- Piper Howell como Molly Bloom (7 anos)
- Idris Elba como Charlie Jaffey, advogado de Molly
- Kevin Costner como Larry Bloom, pai de Molly e psicólogo clínico
- Michael Cera como Jogador X, um personagem composto baseado em jogadores famosos.
- Jeremy Strong como Dean Keith, o desenvolvedor imobiliário que traz Molly para o mundo do pôquer underground
- Chris O'Dowd como Douglas Downey, o homem que apresenta Molly à máfia russa e os traz para a mesa
- J. C. MacKenzie como Harrison Wellstone
- Brian d'Arcy James como Brad, um gestor de fundos de hedge
- Bill Camp como Harlan Eustice, um jogador afiado que o deixa confuso
- Graham Greene como Juiz Foxman
- Matthew D. Matteo como Bobby
- Joe Keery como Cole
- Natalie Krill como Winston
- Claire Rankin como Charlene Bloom, mãe de Molly e esposa de Larry
- Madison McKinley como Shelby
- Khalid Klein como Neal
- Victor Serfaty como Diego
- Jon Bass[11] como Shelly Habib

## Produção

### Desenvolvimento
Em 12 de Novembro, 2014, Mark Gordon's The Mark Gordon Company comprou os direitos de adaptação para o cinema para memórias de Molly Bloom, Jogo de Molly, que Gordon produzido. Aaron Sorkin foi contratado para adaptar o livro de memórias em um roteiro. Bloom já havia abordado Sorkin, pois ele era seu "escritor favorito". Em 7 de janeiro de 2016, foi anunciado que Sorkin faria sua estréia na direção do filme, para a Sony Pictures Entertainment, enquanto Amy Pascal também produzia. Em 18 de fevereiro de 2016, a Sony saiu do projeto, e em 13 de maio de 2016, STX Entertainment veio a bordo e, posteriormente, comprou os direitos de distribuição do filme nos EUA e na China por US $ 9 milhões. 

### Elenco
Em 18 de fevereiro de 2016, Sorkin ofereceu a Jessica Chastain o papel principal no filme, mas as negociações entre eles ainda não haviam começado. Em 6 de maio de 2016, Idris Elba se juntou ao filme para estrelar ao lado de Chastain. Sorkin afirmou que "o elenco de Jessica e Idris nos dois papéis principais é o sonho de qualquer cineasta, eles são dois dos maiores atores de sua geração, emparelhados pela primeira vez, e sua química será elétrica." Em 7 de setembro de 2016, Michael Cera se juntou ao elenco como Jogador X, um jogador de pôquer celebridade. Em 17 de outubro de 2016, Kevin Costner ingressou como pai de Molly Bloom, e em 21 de outubro de 2016, Brian d'Arcy James foi adicionado. Em 9 de novembro de 2016, Chris O'Dowd, Jeremy Strong, Bill Camp e Graham Greene se juntaram ao elenco também.
A própria Molly Bloom discutiu o retrato de Chastain de seu personagem com ET Canada afirmando, "Nós passamos um pouco de tempo juntos. Ela não tinha muito tempo para preparação ou pesquisa", Bloom disse ao ET Canada Matte Babel. "Fiquei impressionado com a performance dela, por quão certo foi e quão profundo e compreensível eu me senti com sua performance."

### Filmagens
A fotografia principal começou em 9 de novembro de 2016, em Toronto. Produção concluída em 9 de fevereiro de 2017.

## Lançamento
Molly's Game estreou em 8 de setembro de 2017, no Festival Internacional de Cinema de Toronto. Foi também o filme de encerramento do AFI Fest em 16 de novembro de 2017, substituindo All the Money in the World. Ele começou um lançamento limitado na América do Norte em 25 de dezembro de 2017, antes de se expandir amplamente em 5 de janeiro de 2018. O filme estava programado para ser lançado em 22 de novembro de 2017, antes de ser movido para a data de Natal em outubro de 2017.

## Recepção

### Bilheteria
Molly's Game arrecadou $ 28,8 milhões nos Estados Unidos e Canadá, e $ 30,5 milhões em outros territórios, para um total mundial de $ 59,3 milhões.
No dia de Natal, o filme estreou com US $ 1,04 milhão em 271 cinemas. Em seu primeiro fim de semana completo, o filme arrecadou US$ 2,3 milhões, terminando em 13º nas bilheterias. O filme se expandiu amplamente em 5 de janeiro de 2018, junto com a abertura de Insidious: The Last Key, e foi projetado para arrecadar cerca de $ 6 milhões em 1.608 cinemas em seu fim de semana de estreia. Ele acabou estreando com $ 6,9 milhões, terminando em 7º na bilheteria. No fim de semana seguinte, caiu 44% para $ 3,9 milhões, terminando em 11º. Em sua terceira semana de lançamento, o filme arrecadou US$ 1,7 milhão, terminando em 19º.
O filme também arrecadou um total de US$ 4,5 milhões na França e US$ 5,3 milhões no Reino Unido.

### Resposta Crítica
No agregador de resenhas Rotten Tomatoes, o filme tem uma taxa de aprovação de 81% com base em 297 resenhas, com uma classificação média de 7,07 / 10. O consenso crítico do site diz: "Impulsionado por uma história intrigante e um par de atuações notáveis de Jessica Chastain e Idris Elba, Molly's Game marca uma estreia sólida para o diretor e roteirista Aaron Sorkin." No Metacritic, o filme tem uma pontuação média ponderada de 71 de 100, com base em 46 críticos, indicando "críticas geralmente favoráveis". O público entrevistado pela CinemaScore deu ao filme uma nota média de "A–" em uma escala de A + a F.
Peter Debruge, da Variety, elogiou o roteiro de Sorkin, dizendo: "... Molly's Game oferece um dos melhores papéis femininos da tela - um caso denso, dinâmico e compulsivamente divertido, cujo papel central faz uso impressionante do talento estratosférico de Chastain." Mike Ryan da Uproxx deu ao filme 9/10, escrevendo: " Molly's Game é uma história perfeita para Sorkin. Há pôquer, a máfia russa, a máfia italiana, celebridades e esportes. A única coisa que falta para a casa do leme de Sorkin é Presidente Bartlet . E com mais de duas horas de duração, o filme ainda parece apertado e nunca deixa de entreter." 
Escrevendo para a Rolling Stone, Peter Travers deu ao filme 3 de 4 estrelas, dizendo: "Molly's Game está repleta de vibrações divertidas, energia elétrica e a marca de fogos de artifício verbais de Sorkin - tudo o que ajuda enormemente quando o filme hesita em dar corpo aos personagens. Ainda assim, em seu primeiro filme com uma protagonista feminina, o roteirista-diretor bateu em um tema oportuno: as tribulações de ser mulher no mundo de um homem ”. A interpretação de Chastain de Molly Bloom foi elogiada pelo The Hollywood Reporter , por "Chastain ruge pela performance com uma atitude de força e de não levar prisioneiros que mantém alguém extasiado." The Hollywood Reporter também afirmou: "Sorkin mantém as coisas rolando implacavelmente e obtém bons resultados dos atores ao longo da linha [...]. [...] O filme parece afiado e um trio de editores mantém o ritmo, apesar do tempo de execução de 140 minutos. " Concluía: "Uma mulher forte e muitos homens ricos são um bom espetáculo."

## Prêmios e indicações
| Prêmio                                        | Data de cerimônia       | Categoria                                  | Indicação                                         | Resultado | Referência    |
| --------------------------------------------- | ----------------------- | ------------------------------------------ | ------------------------------------------------- | --------- | ------------- |
| AARP's Movies for Grownups Awards             | 5 de fevereiro de 2018  | Best Screenwriter                          | Aaron Sorkin                                      | Venceu    | [ 43 ] [ 44 ] |
| Academy Awards                                | 4 de março de 2018      | Best Adapted Screenplay                    | Aaron Sorkin                                      | Indicado  | [ 45 ]        |
| Alliance of Women Film Journalists            | 9 de janeiro de 2018    | Best Adapted Screenplay                    | Aaron Sorkin                                      | Indicado  | [ 46 ]        |
| American Cinema Editors                       | 26 de janeiro de 2018   | Best Edited Feature Film – Dramatic        | Alan Baumgarten, Elliot Graham and Josh Schaeffer | Indicado  | [ 47 ]        |
| British Academy Film Awards                   | 18 de fevereiro de 2018 | Best Adapted Screenplay                    | Aaron Sorkin                                      | Indicado  | [ 48 ]        |
| Critics' Choice Movie Awards                  | 11 de janeiro de 2018   | Best Actress                               | Jessica Chastain                                  | Indicado  | [ 49 ]        |
| Critics' Choice Movie Awards                  | 11 de janeiro de 2018   | Best Adapted Screenplay                    | Aaron Sorkin                                      | Indicado  | [ 49 ]        |
| Denver International Film Festival            | 13 de novembro de 2017  | Career Achievement Award                   | Aaron Sorkin                                      | Venceu    | [ 50 ]        |
| Detroit Film Critics Society                  | 7 de dezembro de 2017   | Best Actress                               | Jessica Chastain                                  | Indicado  | [ 51 ]        |
| Florida Film Critics Circle                   | 23 de dezembro de 2017  | Best Screenplay – Adapted                  | Aaron Sorkin                                      | Indicado  | [ 52 ] [ 53 ] |
| Georgia Film Critics Association              | 12 de janeiro de 2018   | Best Actress                               | Jessica Chastain                                  | Indicado  | [ 54 ]        |
| Georgia Film Critics Association              | 12 de janeiro de 2018   | Best Adapted Screenplay                    | Aaron Sorkin                                      | Indicado  | [ 54 ]        |
| Golden Globe Awards                           | 7 de janeiro de 2018    | Best Actress in a Motion Picture – Drama   | Jessica Chastain                                  | Indicado  | [ 8 ]         |
| Golden Globe Awards                           | 7 de janeiro de 2018    | Best Screenplay                            | Aaron Sorkin                                      | Indicado  | [ 8 ]         |
| Mill Valley Film Festival                     | 17 de outubro de 2017   | Audience Favorite U.S. Cinema – Gold Award | Molly's Game                                      | Venceu    | [ 55 ]        |
| Palm Springs International Film Festival      | 2 de janeiro de 2018    | Chairman's Award                           | Jessica Chastain                                  | Venceu    | [ 56 ]        |
| Producers Guild of America Awards             | 20 de janeiro de 2018   | Best Theatrical Motion Picture             | Mark Gordon, Amy Pascal and Matt Jackson          | Indicado  | [ 57 ]        |
| San Francisco Film Critics Circle             | 10 de dezembro de 2017  | Best Adapted Screenplay                    | Aaron Sorkin                                      | Indicado  | [ 58 ]        |
| Satellite Awards                              | 10 de fevereiro de 2018 | Best Actress                               | Jessica Chastain                                  | Indicado  | [ 59 ]        |
| Satellite Awards                              | 10 de fevereiro de 2018 | Best Adapted Screenplay                    | Aaron Sorkin                                      | Indicado  | [ 59 ]        |
| USC Scripter Awards                           | 10 de fevereiro de 2018 | Best Screenplay                            | Aaron Sorkin and Molly Bloom                      | Indicado  | [ 60 ]        |
| Washington D.C. Area Film Critics Association | 8 de dezembro de 2017   | Best Adapted Screenplay                    | Aaron Sorkin                                      | Indicado  | [ 61 ]        |
| Writers Guild of America Awards               | 11 de fevereiro de 2018 | Best Adapted Screenplay                    | Aaron Sorkin                                      | Indicado  | [ 10 ]        |
| Zurich Film Festival                          | 4 de outubro de 2017    | Career Achievement Award                   | Aaron Sorkin                                      | Venceu    | [ 62 ]        |